# Palmach

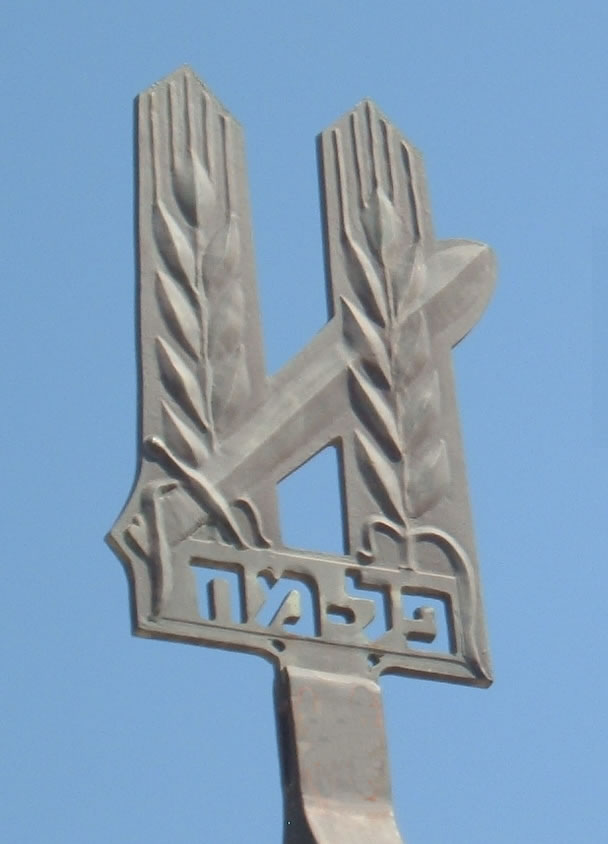
Insígnia do Palmach

O Palmach foi fundado em 1941, com o objetivo  de defender a Terra de Israel de qualquer ataque vindo das Forças do Eixo. Yitzhak Sadeh foi nomeado seu primeiro comandante. Eram as forças regulares de combate da Haganá, o exército não oficial da Yishuv (comunidade judaica), durante o Mandato Britânico da Palestina. Foi constituída em 15 de maio de 1941 e pela guerra de 1948 já contava com três brigadas e auxiliares combates aéreos, navais e serviços de informação.  Em novembro de 1947, o Palmach chegou a ter 5000 membros e foi de importância fundamental para o estabelecimento do Estado de Israel. Unidades de comando do Palmach integraram a Haganá e  acabaram por se tornar o núcleo das Forças Armadas de Israel, juntamente com os outros grupos paramilitares atuantes no Mandato Britânico da Palestina, o Irgun e o Lehi, a partir de 1948. É conhecida também por ter conduzido o massacre de Ein al-Zeitun.